# Португальське ескудо
Португальське еску́до (порт. Escudo português, МФА: [ɨʃˈkuðu]; символ: , код: PTE) — колишня валюта Португалії, що використовувалася до введення євро 1 січня 1999 року та повного вилучення з обігу 28 лютого 2002. Поділялася на 100 сентаво (порт. centavo), хоча їх монети, через девальвацію, останнім часом не використовувалися але могли зазначатися в електронних розрахунках. В останні роки, в обігу перебували монети номіналом 1, 5, 10, 20, 50, 100 і 200 ескудо та банкноти в 500, 1000, 2000, 5000 і 10000 ескудо. Центральний банк — Банк Португалії. Обмін на євро проводився за курсом 200,482 ескудо за 1 євро.

## Символ

Символ ескудо

Символ ескудо називається «Цифрао» (Cifrão) і є схожим до символу долара з тією відмінністю що він має дві вертикальні лінії поверх латинської букви S а не одну як в долара. На практиці часто (зокрема і в даній статті), коли неможливо набрати символ ескудо, використовується символ долара $.
Суми номіновані в ескудо позначалися як ескудо$сентаво (наприклад 25$00 означало 25 ескудо, 100$50 — 100 ескудо та 50 сентаво). Оскільки при введенні валюти курс був 1000 реалів = 1 ескудо, спочатку використовувалося трицифрове число після позначки (1 ескудо = 1$000).

## Назва
У перекладі з португальської та іспанської мов escudo означає «щит» або «герб» (від лат. scutum), який був традиційним елементом оформлення майже всіх монет, які носили цю назву.

## Історія

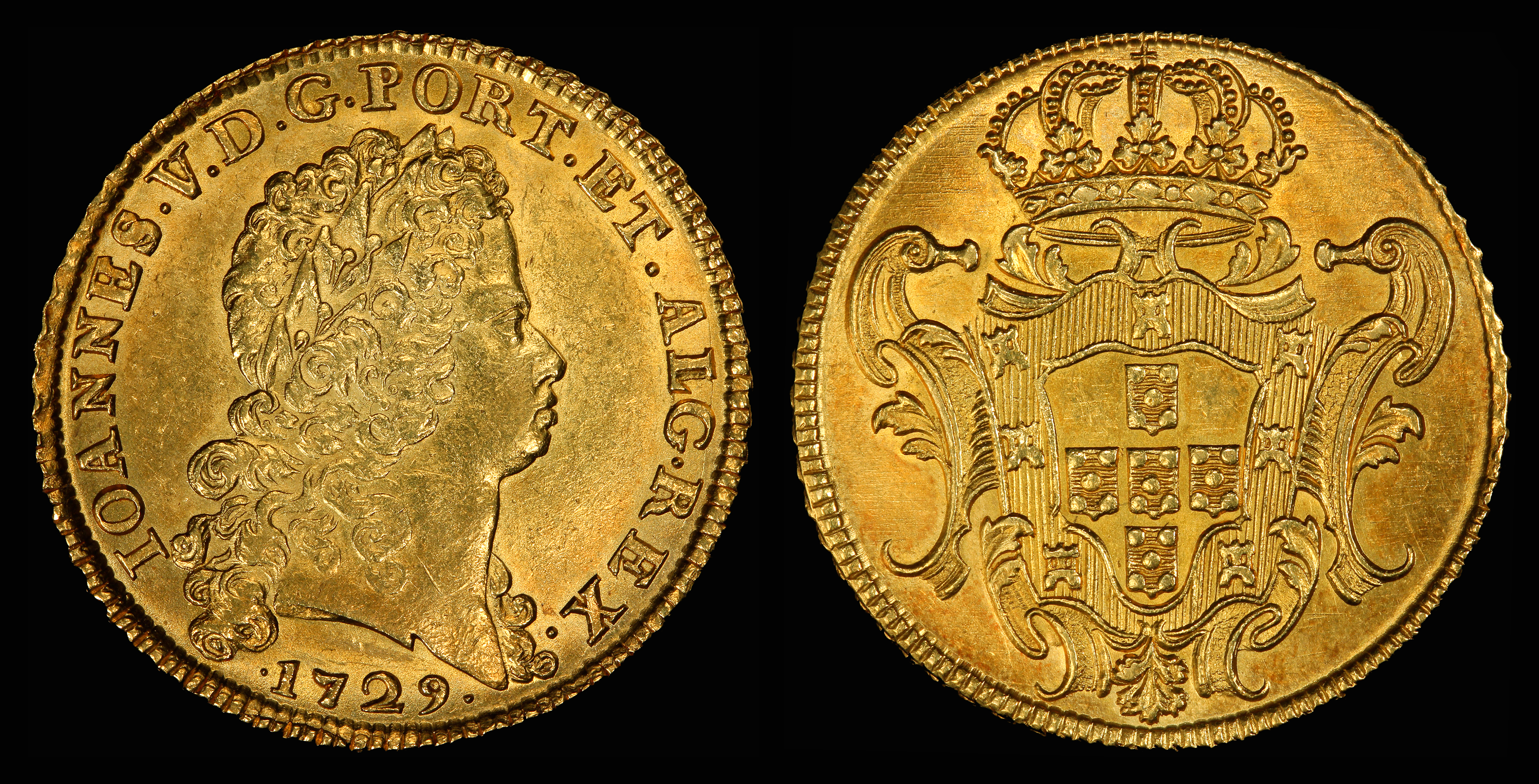
Португальські 8 золотих ескудо (1729)

Найперше ескудо були запровадженні у 1722 році як золоті монети номіналами 1⁄2, 2, 4 і 8 ескудо. Вони карбувалися протягом усього XVIII століття і перебували в обігу паралельно з монетами португальського реалу.
Ескудо як єдина португальська валюта була запроваджена 22 травня 1911 року після революції 1910 року, щоб замінити реал за курсом 1000 реалів на 1 ескудо. Термін mil réis (тисяча реалів) неформально був синонімом ескудо до 1990-х років. Один мільйон реалів називався conto de réis, або просто conto. Цей вираз зберігся й після запровадження, означаючи 1000 ескудо.
Спершу вартість ескудо було встановлене на рівні 675$00 за 1 кг золота (або 4$50 за 1 британський фунт стерлінгів). Після 1914 року вартість ескудо падала і в 1928 була зафіксована на рівні 108$25 за 1 фунт. У 1931 був встановлений курс 110$00 за 1 фунт. У 1940 році був встановлений новий курс в 27$50 за 1 долар США, який в цьому ж році був змінений на 25$00, а в 1949 — на 28$75 за 1 долар.
На момент вступу Португалії до Єврозони курс обміну португальського ескудо на Євро був 200$482 за 1 євро. Обмін португальських монет на євро був припинений 31 грудня 2002, а обмін паперових ескудо на євро завершився 28 лютого 2022 року.

## Монети
У 1912—1916 роках випускалися срібні монети номіналом 10, 20, 50 сентаво та 1 ескудо. Бронзові 1 та 2 сентаво та мідно-нікелеві 4 сентаво випускалися в 1917—1922 роках. У 1920 році були введенні бронзові 5 сентаво та мідно-нікелеві 10 і 20, після чого у 1924, з'явилися бронзові 10 та 20 сентаво, а також алюмінієво-бронзові 50 сентаво та 1 ескудо. У 1927 останні було замінено мідно-нікелевими.
У 1932 році були введено срібні монети в 2$50, 5 та 10 ескудо. Перші дві випускалися до 1951, остання — до 1955 зі зменшеним вмістом срібла. Також мідно-нікелеві 2$50 та 5 ескудо з'явилися в 1963 році; алюмінієві 10 сентаво разом з бронзовими 20 і 50 сентаво та 1 ескудо — в 1969 році. Мідно-нікелеві 10 та 25 ескудо почали випускатися відповідно в 1971 та 1977 роках. У 1986 було введено нові монети, які перебували в обігу до переходу на євро. Це були нікеле-бронзові 1, 5 та 10 ескудо, мідно-нікелеві 20 та 50 ескудо, а в 1989 та 1991 вийшли відповідно біметалеві 100 та 200 ескудо.
Через інфляцію упродовж XX століття сентаво втратили свою цінність, тому в 1990-х роках монети з нецілою кількістю ескудо, такі як 0$50 чи 2$50, вилучили з обігу. Монету 50 сентаво також називали coroa (корона). Після виведення її з обігу люди довго називали монету 2$50 cinco coroas (п'ять корон).
Обмін португальських монет на євро був припинений 31 грудня 2002 року.
| Coins of the Portuguese escudo | Coins of the Portuguese escudo | Coins of the Portuguese escudo | Coins of the Portuguese escudo | Coins of the Portuguese escudo | Coins of the Portuguese escudo | Coins of the Portuguese escudo                                                   | Coins of the Portuguese escudo | Coins of the Portuguese escudo            | Coins of the Portuguese escudo |
| Зображення                     | Номінал                        | Equivalent in euros            | Діаметр (мм)                   | Маса (г)                       | Товщина (мм)                   | Матеріал                                                                         | Аверс                          | Реверс                                    | Роки випуску                   |
| ------------------------------ | ------------------------------ | ------------------------------ | ------------------------------ | ------------------------------ | ------------------------------ | -------------------------------------------------------------------------------- | ------------------------------ | ----------------------------------------- | ------------------------------ |
|                                | 1                              | 0.50 cent                      | 16 mm                          | 1.69 g                         | 1.2 mm                         | Nickel-brass                                                                     | Герб Португалії і вузол        | Stained glass window pattern              | 1986-2001                      |
|                                | 5                              | 2.49 cents                     | 21.1 mm                        | 5.25 g                         | 2 mm                           | Nickel-brass                                                                     | Герб Португалії і вузол        | Вітраж і візерунок                        | 1986-2001                      |
|                                | 10                             | 4.99 cents                     | 23.5 mm                        | 7.5 g                          | 2.3 mm                         | Nickel-brass                                                                     | Герб Португалії і вузол        | Stained glass window pattern              | 1986-2001                      |
|                                | 20                             | 9.98 cents                     | 26.5 mm                        | 6.9 g                          | 1.64 mm                        | Copper-nickel                                                                    | Герб Португалії                | Морський компас і хрест ордена Христа     | 1986-2001                      |
|                                | 50                             | 24.94 cents                    | 31 mm                          | 9.41 g                         | 1.65 mm                        | Copper-nickel                                                                    | Герб Португалії                | Стилізований корабель і чотири риби внизу | 1986-2001                      |
|                                | 100                            | 49.88 cents                    | 25.5 mm                        | 8.3 g                          | 2.5 mm                         | Bi-metallic coin (Aluminium-bronze center plug with a Copper-nickel outer ring)  | Герб Португалії                | Pedro Nunes; text "EUROPA"                | 1989-2001                      |
|                                | 200                            | 99.76 cents                    | 28 mm                          | 9.8 g                          | 2.2 mm                         | Bi-metallic coin (Copper-nickel center plug with an Aluminium-bronze outer ring) | Герб Португалії                | Garcia de Orta                            | 1991-2001                      |

## Банкноти
Монетний двір Португалії у 1917—1925 роках випускав банкноти номіналом 5, 10 та 20 сентаво, а Банк Португалії у 1913—1922 ввів 50 сентаво, 1, 2$50, 5, 10, 20, 50, 100, 500 та 1000 ескудо. У 1920 році банкноти в 50 сентаво та 1 ескудо припинили випускати, так само як і 2$50, 5 та 10 ескудо в 1925 та 1926. У 1942 році було введено в обіг банкноту в 5000 ескудо. Останні банкноти в 20 та 50 ескудо були надруковані відповідно в 1978 та 1980 роках, а в 1989 100 ескудо замінено монетою. У тому ж 1989 році з'явилася банкнота в 10 000 ескудо.
На час переходу на Євро в обігу були банкноти номіналом 500, 1000, 2000, 5000 та 10 000 ескудо. На банкнотах зображалися видатні особистості з історії Португалії. Остання серія мала зображення особистостей Доби великих географічних відкриттів, таких як Жуан де Барруш, Педру Алваріш Кабрал, Бартоломеу Діаш, Васко да Гама та Енріке Мореплавець.
Обмін паперових ескудо на євро триватиме до 2022 року.
| Банкноти португальського ескудо 1995–2000 років | Банкноти португальського ескудо 1995–2000 років | Банкноти португальського ескудо 1995–2000 років | Банкноти португальського ескудо 1995–2000 років | Банкноти португальського ескудо 1995–2000 років | Банкноти португальського ескудо 1995–2000 років | Банкноти португальського ескудо 1995–2000 років             | Банкноти португальського ескудо 1995–2000 років |
| Зображення                                      | Зображення                                      | Номінал (ескудо)                                | Розмір (мм)                                     | Основний колір                                  | Аверс                                           | Реверс                                                      | Водяний знак                                    |
| ----------------------------------------------- | ----------------------------------------------- | ----------------------------------------------- | ----------------------------------------------- | ----------------------------------------------- | ----------------------------------------------- | ----------------------------------------------------------- | ----------------------------------------------- |
|                                                 |                                                 | 500                                             | 125 × 68                                        | Олівково-фіолетовий                             | Жуан де Барруш                                  | Алегорія епохи Великих географічних відкриттів              | Жуан де Барруш                                  |
|                                                 |                                                 | 1000                                            | 132 × 68                                        | Коричнево-пурпуровий                            | Педру Алваріш Кабрал                            | Вітрильний корабель, тварини Бразилії                       | Педру Алваріш Кабрал                            |
|                                                 |                                                 | 2000                                            | 139 × 68                                        | Синьо-зелений                                   | Бартоломеу Діаш, монета Крузадо дона Жоао II    | Вітрильний корабель, карта з компасом                       | Бартоломеу Діаш                                 |
|                                                 |                                                 | 5000                                            | 146 × 75                                        | Зелений, коричнево-фіолетовий                   | Васко да Гама                                   | Вітрильний корабель, адміністрація Васко да Гами в Калькуті | Васко да Гама                                   |
|                                                 |                                                 | 10000                                           | 153 × 75                                        | Червоно-коричневий                              | Генріх Мореплавець                              | Вітрильний корабель                                         | Генріх Мореплавець                              |

## Валютний курс
Португальське ескудо в другій половині XX століття мало «м'який» валютний курс по відношенню до інших валют. Так, з 1960 по 1998 рік воно ослабло відносно італійської ліри на 55 %, іспанської песети на 153 %, британського фунта на 255 %, французького франка на 425 %, американського долара на 501 % та німецької марки на 1393 %. Втім, слід зазначити що наприклад відносно американського долара ескудо знецінювалося лише в період приблизно з 1975 по 1985 рік (вслід за багатьма іншими європейським валютами після Нафтової кризи 1973 року), після чого знову мало відносно стабільний курс. Виняток становить лише «тверда» німецька марка, відносно якої ескудо падало майже постійно починаючи з 1970-х років.